# Bembix albofasciata
Bembix albofasciata  (лат.) — вид песочных ос рода Bembix из подсемейства Bembicinae (Crabronidae). Обнаружены в южной Африке: Зимбабве, ЮАР. Среднего размера осы: длина тела около 2 см. Тело коренастое, чёрное с развитым жёлтым рисунком. Лабрум вытянут вперёд подобно клюву. Ассоциированы с растениями Asteraceae (Senecio pterophorus DC); Apiaceae (Foeniculum vulgare Mill.); Fabaceae (Papilionoideae, Calpurnia intrusa (R. Br. in W.T. Aiton) E. Mey and lucerne); и Apocynaceae (бывш. Asclepiadaceae, определено по пыльце на осах). В качестве жертв отмечены мухи из 10 семейств: Tabanidae, Asilidae, Muscidae, Stratiomyidae, Conopidae, Calliphoridae, Mydidae, Tachinidae, Bombyliidae, и Syrphidae. Вид был впервые описан в 1873 году английским энтомологом Фредериком Смитом (Frederic Smith, 1805—1879) по материалам из Южной Африки
.